# A-58 (Spanje)
De A-58 of Autovía Extremeña is een autovía die Trujillo met Cáceres verbindt. De snelweg is 45,5 kilometer lang en werd aangelegd tussen 2007 en 2009. In 2025 werd het traject goedgekeurd van de A-58 tussen Badajoz en Bótoa; op termijn moet de A-58 Cáceres met Badajoz verbinden.